# Ignatius Suharyo Hardjoatmodjo
Ignatius Suharyo Hardjoatmodjo (Bantul, 9 juli 1950) is een Indonesisch geestelijke en een kardinaal van de Rooms-Katholieke Kerk.
Suharyo Hardjoatmodjo bezocht het kleinseminarie in Mertoyudan. Daarna studeerde hij filosofie en theologie aan de Sanata Dharma universiteit van Yogyakarta en aan de Pauselijke Urbaniana Universiteit in Rome, waar hij in 1981 promoveerde.
Suharyo Hardjoatmodjo werd op 26 januari 1976 priester gewijd. Hij doceerde filosofie en sociologie aan universiteiten in Jakarta en Yogyakarta.
Op 21 april 1997 werd Suharyo Hardjoatmodjo benoemd tot aartsbisschop  van Semarang; zijn bisschopswijding vond plaats op 22 augustus 1997. Op 2 januari 2006 werd hij tevens benoemd tot bisschop van het militair ordinariaat van Indonesië.
Suharyo Hardjoatmodjo werd op 25 juli 2009 benoemd tot aartsbisschop-coadjutor van Jakarta. Toen Julius Riyada Darmaatmadja op 28 juni 2010 met emeritaat ging, volgde Suharyo Hardjoatmodjo hem op als aartsbisschop van Jakarta.
Suharyo Hardjoatmodjo werd tijdens het consistorie van 5 oktober 2019 kardinaal gecreëerd. Hij kreeg de rang van kardinaal-priester. Zijn titelkerk werd de Spirito Santo alla Ferratella.
- International Standard Name Identifier: 0000 0000 2937 4584
- Library of Congress Control Number: n89177167
- Nederlandse Thesaurus van Auteursnamen: 185866506
- Virtual International Authority File: 58209639
- WorldCat: E39PBJkT7GPMQTk3ywJyWyTGpP